# Delphinium dasyanthum
Delphinium dasyanthum är en ranunkelväxtart som beskrevs av Grigorij Silych Karelin och Kir.. Delphinium dasyanthum ingår i släktet storriddarsporrar, och familjen ranunkelväxter. Inga underarter finns listade i Catalogue of Life.